# Attaccamento

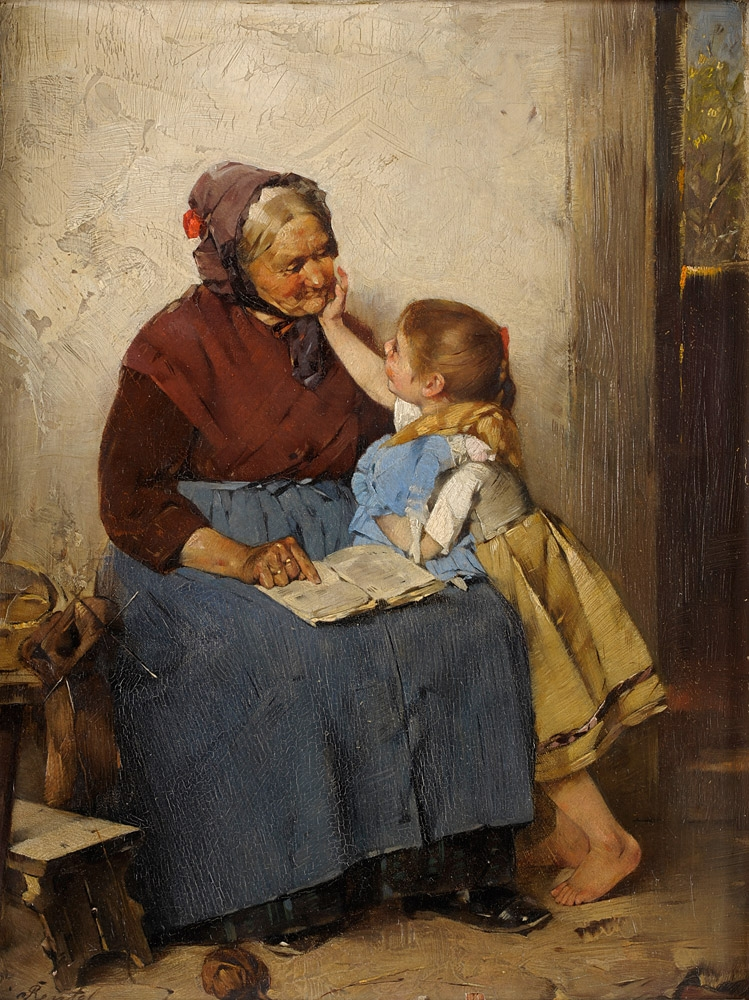
Una pittura di Max Rentel del 1911 che mostra un legame di attaccamento.

L'attaccamento, in psicologia, può essere definito come un sistema dinamico di atteggiamenti e comportamenti che contribuiscono alla formazione di un legame specifico fra due persone, un vincolo le cui radici possono essere rintracciate nelle relazioni primarie che si instaurano fra bambino e adulto.
Il concetto è legato alle ricerche sullo sviluppo e sull'infanzia, in relazione ai legami che si creano con le figure di accudimento. Il primo a proporlo come concetto cardine, per spiegare il comportamento dei bambini, fu John Bowlby, un ricercatore britannico originariamente di formazione psicoanalitica. Secondo l'autore, il bambino, appena nato, è tendenzialmente portato a sviluppare un forte legame di attaccamento con la madre o con chi si prende cura di lui (figura anche definita con il termine inglese di caregiver).
Il più importante assunto della Teoria dell'attaccamento è che un bambino necessita di sviluppare una relazione con almeno un caregiver, per la riuscita del suo sviluppo sociale ed emozionale. Tale relazione può essere diadica, come nella relazione madre-bambino tipica della cultura occidentale, o può coinvolgere una comunità di caregivers (fratelli, famiglia estesa, insegnanti), come si può osservare nelle culture dell'Africa o del Sudamerica.

## Descrizione

### Fasi dell'attaccamento
Secondo Bowlby, l'attaccamento avviene in 5 fasi:
- 0-3 mesi, pre-attaccamento: il bambino, pur riconoscendo la figura umana quando compare nel suo campo visivo, non discrimina e non riconosce specificamente le persone;
- 3-6 mesi, attaccamento in formazione: inizia la formazione di un legame; il bambino discrimina le figure e ne riconosce una in particolare (quella che lo cura, lo coccola, lo nutre), inoltre nell'80% dei bambini subentra una reazione di paura nei contatti con gli estranei;
- 7-8 mesi, angoscia: non avendo ancora sviluppato il concetto di “permanenza dell'oggetto”, la lontananza dalla figura allevante provoca angoscia nel bambino perché ha paura che il "caregiver" non ritorni;
- 8-24 mesi, fase di attaccamento vero e proprio;
- dai 3 anni in poi, formazione di legami: la figura allevante viene riconosciuta dal bambino che, oltre ad identificarne le caratteristiche fisiche, diviene consapevole del suo provare sentimenti, emozioni, sensazioni.

In base alle risposte che i genitori daranno al bambino, si produrranno in seguito diverse tipologie di legame.

### Strange Situation
Mary Ainsworth, esperta psicologa dello sviluppo e collaboratrice di Bowlby, elaborò una situazione sperimentale per determinare il tipo di attaccamento tra caregiver e figlio. La situazione, denominata "strange situation", era suddivisa in otto episodi, ciascuno della durata di tre minuti, dove il bambino veniva sottoposto a situazioni potenzialmente generatrici di "stress relazionale".
Nella strange situation i principali stili di comportamento attivati sono:
- il comportamento esploratorio;
- il comportamento prudente o timoroso;
- il comportamento di attaccamento;
- il comportamento socievole;
- il comportamento arrabbiato/resistente.

L'esperimento, che si dipana in otto fasi, ha queste caratteristiche:
- 1º episodio. In una stanza apposita vengono fatti entrare, e successivamente lasciati soli, un genitore (caregiver) con il figlio.
- 2º episodio. Nella stanza sono presenti dei giocattoli in un angolo, il bambino ha così la possibilità di esplorare l'ambiente ed, eventualmente, giocare con lui.
- 3º episodio. Entra un estraneo che siede prima in silenzio, poi parla con il genitore e successivamente coinvolge il piccolo in qualche gioco.
- 4º episodio. Il genitore esce lasciando il bambino con l'estraneo.
- 5º episodio. Successivamente rientra il genitore nella stanza ed esce lo sconosciuto.
- 6º episodio. In questo episodio il genitore lascia di nuovo il bambino; è da notare che questa volta lo lascia solo.
- 7º episodio. Entra l'estraneo e, se necessario, cerca di consolare il bambino.
- 8º episodio. Il genitore rientra nella stanza.

### Gli stili di attaccamento
La sequenza osservativa di tutte le fasi della strange situation, permette di definire quattro tipologie di attaccamento che legano il caregiver al bambino:
- stile "sicuro": il bambino esplora l'ambiente e gioca sotto lo sguardo vigile del caregiver con cui interagisce. Quando il caregiver esce e rimane con lo sconosciuto il bambino è visibilmente turbato. Al ritorno del caregiver si tranquillizza e si lascia consolare.
- stile "insicuro-evitante": il bambino esplora l'ambiente ignorando il caregiver, è indifferente alla sua uscita e non si lascia avvicinare al suo ritorno.
- stile "insicuro-ambivalente": il bambino ha comportamenti contraddittori nei confronti del caregiver, a tratti la ignora, a tratti cerca il contatto. Quando il caregiver se ne va e poi ritorna risulta inconsolabile.
- stile "disorganizzato": il bambino mette in atto dei comportamenti stereotipici, ed è sorpreso/stupefatto quando il caregiver si allontana.

Attraverso una serie di sperimentazioni con la strange situation, Mary Ainsworth e John Bowlby hanno potuto notare come il comportamento di attaccamento sicuro, osservato (nelle osservazioni di Ainsworth e Bowlby) tra la madre e il suo bambino, oltre a fornire protezione al piccolo, serviva a costituire una "base sicura" a cui il bambino potesse ritornare nelle fasi di esplorazione dell'ambiente circostante. Questa "base sicura" permette così di promuovere nel bambino un senso di fiducia in sé stesso, favorendone progressivamente l'autonomia.

### La separazione dal caregiver
Le ricerche di Bowlby e gli esperimenti della Ainsworth hanno dimostrato che ogni esperienza di separazione dal caregiver, o anche di semplice minaccia di separazione, determinano nel bambino una reazione di protesta ansiosa e una riduzione del comportamento di esplorazione autonomo. A parere di Bowlby, diversi disturbi infantili e alcune psicopatologie adulte sono imputabili allo stress provocato da queste ripetute esperienze traumatiche. Separazione e minaccia di separazione costituiscono forme di deficit parentale e contribuiscono ad accrescere la dipendenza del bambino dal caregiver.

### Modelli operativi interni
I modelli operativi interni sono rappresentazioni mentali del legame costruito con l'attaccamento, che hanno lo scopo di guidare il bambino nelle sue interazioni con l'ambiente. Il termine fu introdotto dal filosofo scozzese Kenneth Craik. Craik aveva notato la capacità del pensiero di prevedere gli eventi, e sottolineò il valore di sopravvivenza nella selezione naturale per questa abilità. Tale modello operativo interno consente a una persona di testare le alternative mentalmente, usando la conoscenza del passato mentre risponde al presente e al futuro. Bowlby applicò le idee di Craik all'attaccamento, mentre altri psicologi applicavano questi concetti alla percezione e alla cognizione degli adulti.
Il modello operativo interno dei bambini si sviluppa in risposta all'esperienza e ai risultati dei loro comportamenti di ricerca di prossimità. Se il caregiver accetta questi comportamenti e concede la vicinanza e l'affetto, il bambino sviluppa un attaccamento sicuro; se il caregiver nega costantemente la vicinanza al bambino, si sviluppa un attaccamento evitante; e se il caregiver concede la vicinanza in modo incoerente, si sviluppa un attaccamento ambivalente.
È importante notare come i modelli operativi interni si mantengano sostanzialmente stabili nel tempo, e il modello interiorizzato dal bambino si mantiene fino all'età adulta. Il modello operativo interno di un genitore, che si attua a sua volta nella relazione di attaccamento con il suo bambino, può essere indagato esaminando le rappresentazioni mentali del genitore.

## Gli stili di attaccamento nell'adulto

### LaAdult Attachment Interview
Un importante strumento clinico per valutare lo stile di attaccamento negli adulti è la Adult Attachment Interview (AAI), messa a punto da Mary Main e collaboratori. Si tratta di un'intervista semi-strutturata, della durata di circa un'ora, nella quale vengono poste 20 domande all'intervistato. L'intervista indaga la rappresentazione dell'adulto sull'attaccamento (cioè i modelli operativi interni) valutando i ricordi generali e specifici della sua infanzia. Le risposte sono codificate in base alla qualità del discorso (in particolare la coerenza) e il contenuto. L'AAI permette di classificare l'attaccamento degli adulti in base a quattro categorie:
- Sicuro (F, free): valorizzano le relazioni di attaccamento, le descrivono in modo equilibrato e influente. Il loro discorso è coerente e di natura non difensiva.
- Distanziante (Ds, dismissing): mostrano lacune di memoria. Riducono al minimo gli aspetti negativi e negano l'impatto personale sulle relazioni. Le loro descrizioni positive sono spesso contraddittorie o non supportate. Il discorso è difensivo.
- Preoccupato (E, entangled): mostrano continue preoccupazioni rispetto alla relazione con i propri genitori. Discorso incoerente. Hanno rappresentazioni conflittuali o ambivalenti del passato.
- Non risolto (U, unresolved): evidenziano traumi derivanti da perdite o abusi non risolti.

### L'attaccamento nelle relazioni di coppia
Sulla base dell'ipotesi della stabilità nel tempo dei modelli operativi interni, la ricerca sull'attaccamento è stata estesa alle relazioni di coppia. Bartolomew e Horowitz hanno definito quattro stili di attaccamento nell'adulto, basati sull'immagine che l'individuo ha di sé e dell'altro:
- Stile sicuro: modello di sé positivo e dell’altro positivo. Gli adulti con un attaccamento sicuro tendono ad avere opinioni positive su sé stessi, sui loro partner e sulle loro relazioni. Si sentono a proprio agio con l'intimità e l'indipendenza, bilanciando le due.
- Stile ansioso-preoccupato: modello di sé negativo e dell’altro positivo. Gli adulti ansiosi-preoccupati cercano alti livelli di intimità, approvazione e risposte dai partner, diventando eccessivamente dipendenti. Tendono a essere meno fiduciosi, hanno opinioni meno positive su sé stessi e sui loro partner e possono mostrare alti livelli di espressività emotiva, preoccupazione e impulsività nelle loro relazioni.
- Stile distanziante-evitante: modello di sé positivo, dell’altro negativo. Gli adulti che ricadono in questa categoria desiderano un alto livello di indipendenza, e spesso sembrano evitare del tutto l'attaccamento. Si considerano autosufficienti, invulnerabili ai sentimenti di attaccamento e non necessitano di relazioni strette. Tendono a sopprimere i loro sentimenti, affrontando il conflitto prendendo le distanze dai partner di cui spesso hanno una scarsa opinione.
- Stile timoroso-evitante: modello di sé negativo, dell’altro negativo. Gli adulti timoroso-evitanti hanno sentimenti contrastanti sulle relazioni intime, desiderando e al tempo stesso sentendosi a disagio nella vicinanza emotiva. Tendono a diffidare dei loro partner e si considerano non degni di attenzione. Come nello stile distanziante, gli adulti timorosi tendono a cercare meno intimità, sopprimendo i loro sentimenti.

## L'attaccamento nei primati
Il legame di attaccamento tra genitori e figli venne studiato e sperimentato su piccoli primati dai coniugi Harlow (Harry Frederick e Clara Mears Harlow) tra il 1958 e il 1965.
Gli Harlow allevarono cuccioli di macaco privandoli della madre; le scimmie disponevano solo di due sostituti materni: uno era un peluche di morbida stoffa e l'altro di metallo; quest'ultimo era fornito di biberon al quale le scimmiette affamate si attaccavano per succhiare il latte.
I coniugi, dopo ripetute osservazioni, notarono che le scimmiette trascorrevano la maggior parte del tempo avvinte al pupazzo di stoffa, anche se era privo di biberon, e si attaccavano alla sagoma metallica solo per poppare.
Dopo qualche settimana le scimmie divennero tristi e spaurite a causa della mancanza del contatto fisico e di sguardi.
Quando le scimmie divennero adulte si comportarono come "cattive madri": mostravano indifferenza verso i loro piccoli, non li allattavano, non si ribellavano se succedeva qualche cosa ai piccoli e arrivavano ad aggredirli e rifiutarli.